# Flaw
Flaw – hardrockowo-numetalowy zespół z USA.

## Historia

### 1995–2004
Zespół powstał w 1996 roku, a jego założycielami byli Chris Volz oraz Jason Daunt. Daunt, gitarzysta, umieścił ogłoszenie w gazecie, szukając wokalisty, który mógłby wraz z nim stworzyć solidne fundamenty nowego zespołu. Tym wokalistą okazał się być Chris Volz. Panowie szybko rozpoczęli próby. W 1997 roku do grupy dołączył Ryan Jurhs, a wkrótce po tym fakcie formacja nagrała swoją pierwszą płytę demo American Arrogance. Płyta spotkała się z bardzo przychylnym przyjęciem, które przyczyniło się do tego, że zespół zaczął supportować takie kapele jak chociażby Fear Factory. Kolejne dema: Flaw z 1998 roku oraz Drama z 2000 roku przyczyniły się do pozyskania jeszcze większej liczby słuchaczy a zespół na stałe zagościł w rozgłośniach radiowych.
W 1999 roku do zespołu dołączył Lance Arny, drugi gitarzysta. W 2001 roku zespół nagrał swój pierwszy album Through the Eyes, a jego producentami byli Larabee i Bottrill. Krążek promowały klipy „Payback” oraz „Whole”. Album sprzedał się w około 430 tys. kopii. W 2002 grupa zagrała na Ozzfest.
W 2004 roku, po trzech latach bez wydania nowego albumu, zespół powrócił do studia i zaczął nagrywać swój drugi studyjny album Endengered Species. Wkrótce od zespołu odłączył się gitarzysta Jason Daunt i perkusista Chris Ballinger. Nowy skład zespołu wzbudził kontrowersje wśród fanów. Jedynym singlem z albumu Endangered Species była piosenka „Recognize”. Niestety nie była zbyt często puszczana w rozgłośniach radiowych. Miał powstać do niej teledysk, ale nigdy to nie nastąpiło.
Nowy album Endengered Species wydany w 2004 roku zadebiutował na 42. miejscu amerykańskiej toplisty Billboard 200, sprzedając się w 27,527 kopiach w pierwszym tygodniu. Album otrzymał różne recenzje od fanów, głównie dlatego, że był lżejszy niż poprzedni Through the Eyes. Flaw zostaje wkrótce opuszczony przez wytwórnię, gdyż nie udało mu się sprzedać 500,000 kopii obu albumów.

### 2004–2006
Pod koniec 2004 zespół opuszczony przez wydawcę rozpada się. Ostatnie dni zespołu pozostawiły dużo wiadomości od złych fanów na oficjalnej stronie zespołu, ponieważ Flaw miał zaplanowanych kilka koncertów. Gdy wiadomość o rozpadnięciu się zespołu zaczęła krążyć wśród fanów nikt z członków zespołu nie odważył się jej zdementować lub potwierdzić. Duża liczba fanów przemierzała setki mil na koncert tylko po to, aby usłyszeć, że koncert się nie odbędzie z nieznanych powodów. Oficjalna strona miała w tym samym czasie informację, że zespół wciąż gra.
Po rozpadnięciu się zespołu, Chris Volz założył nowy zespół z byłym perkusistą Flaw Ivanem Arnoldem (1998-2000). Nowy zespół nosił nazwę Five.Bolt.Main i podpisał kontrakt z wytwórnią Rock Ridge Records. Wydali dwa albumy i rozpadli się. Aktualnie Chris Voltz pracuje nad solowym albumem, którego premiera ma się odbyć pod koniec 2007.
Po opuszczeniu Flaw, Jason Daunt grał w innym zespole z Louisville o nazwie Into Another przy okazji studiując prawo. Chris Ballinger grał w kilku mniejszych zespołach. Lance Arny grał w zespole Nailgun Strategy. Wszyscy aktualnie opuścili swoje zespoły i ponownie grają we Flaw.
Ryan Jurhs i Micah Havertape aktualnie grają w zespole Black Market Hero z byłymi członkami zespołu 40 Below Summer. Nie maja zamiaru dołączyć do Flaw.

### Od 2006
W 2006 roku Flaw się reaktywował i powróciło do niego trzech starych członków: Chris Volz, Jason Daunt i Chris Ballinger. Wkrótce dołączył do nich, także Lance Arny. Oprócz tego do zespołu dołączył basista Alex Cando, który ma na swoim koncie utworzenie trzech zespołów: Darwin's Waiting Room, Five.Bolt.Main i Alston.
11 marca 2007 grupa dała pierwszy koncert odkąd się rozpadli w Louisville. Zespół zagrał z Powerman 5000 przy okazji powiadamiając fanów, że aktualnie szukają wydawcy i nowego albumu należy się spodziewać pod koniec 2007.
Podczas większości koncertów Jason Daunt może być tylko na kilku, gdyż pracuje oprócz tego jako prawnik. Na koncertach, na których nie może się pojawić, zastępuje go Andy Russ z Nailgun Strategy.
14 sierpnia 2007 zespół ogłosił, że basista Alex Cando opuścił grupę.

## Skład
- Chris Volz – śpiew
- Jason Daunt – gitara, instrumenty klawiszowe
- Ryan Jurhs – gitara basowa
- Corey Sturgill – perkusja

## Byli członkowie
- Ivan Arnold – perkusja
- Micah Havertape – perkusja
- Alex Cando – gitara basowa
- Chris Ballinger – perkusja
- Lance Arny – gitara

## Dyskografia

### Albumy
| # | Tytuł                      | Rok  | Wytwórnia          |
| - | -------------------------- | ---- | ------------------ |
| 1 | American Arrogance         | 1997 | wydany niezależnie |
| 2 | Flaw                       | 1998 | wydany niezależnie |
| 3 | Drama                      | 2000 | wydany niezależnie |
| 4 | Through the Eyes           | 2001 | Universal Records  |
| 5 | Endangered Species         | 2004 | Universal Records  |
| 6 | Home Grown Studio Sessions | 2009 | wydany niezależnie |

### Single
| # | Piosenka          | Rok  | Album              |
| - | ----------------- | ---- | ------------------ |
| 1 | „Payback”         | 2001 | Through the Eyes   |
| 2 | „Only The Strong” | 2001 | Through the Eyes   |
| 3 | „Whole”           | 2002 | Through the Eyes   |
| 4 | „Recognize”       | 2004 | Endangered Species |

### Teledyski
| # | Tytuł     | Rok  | Album            |
| - | --------- | ---- | ---------------- |
| 1 | „Whole”   | 2001 | Through the Eyes |
| 2 | „Payback” | 2001 | Through the Eyes |